# Идельбаев, Мирас Хамзович
Идельбаев Мирас Хамзович (9 декабря 1945 г., Ишберда, Баймакский район, Башкирская АССР) — филолог, доктор филологических наук (2001), заслуженный работник народного образования РБ (1995 г.), член Союза писателей РБ (1987 г.), почётный работник высшего профессионального образования Российской Федерации (2009 г.).

## Биография
Идельбаев Мирас Хамзович родился 9 декабря 1945 г. в селе Ишберда Баймакского района БАССР.
С 1970 г. собственный корреспондент Башкирского радио по Зауральской зоне (Сибай.
В 1971 г. окончил Башкирский государственный университет.
С 1973 г. — заведующий отделом Сибайского горкома ВЛКСМ.
С 1974 г. работал в журнале «Башҡортостан уҡытыусыһы» («Учитель Башкортостана»). В 1973—74 гг. на комсомольской работе.
1974—1977 гг. — аспирант Башкирского филиала АН СССР.
С 1977 г. — в Институте истории, языка и литературы УНЦ РАН, с 1982 г. — старший научный сотрудник.
С 1980 г. кандидат филологических наук.
С 1984 г. преподаватель в Башкирском государственном университете.
В 1984—2000 гг. — руководитель литературного объединения «Шоңҡар» («Кречет») БГУ. Тема научных работ — «Древняя и средневековая тюркская литература, башкирская изустная литература, теория и методика преподавания башкирской литературы.» Автор более 500 научных работ, более 60 монографий, учебно‑методических пособий и учебников по башкирской литературе.
1990—1996 гг. — один из авторов издания «Башҡорт әҙәбиәте тарихы» («История башкирской литературы»).
Награждён орденом Салавата Юлаева (2017 г.).

## Достижения
В 2006 г. победил в общеуниверситетском конкурсе «Человек года БашГУ» в номинации «Лучший преподаватель года».

## Сочинения
- Изустная литература в системе башкирской словесности: Дис…. д-ра филол. наук / БашГУ. — Уфа, 2001. — 408 с.
- Башҡорт ауыҙ‑тел әҙәбиәте. Өфө, 2007.
- Боронғонан аманат: баҡсылар, йырауҙар, сәсәндәр. Өфө, 2007.